# Agrias satanas
Agrias satanas är en fjärilsart som beskrevs av Le Moult 1926. Agrias satanas ingår i släktet Agrias och familjen praktfjärilar. Inga underarter finns listade i Catalogue of Life.